# Sinfonía concertante (Prokófiev)
La Sinfonía Concertante en mi menor, op. 125, del compositor ruso Serguéi Prokófiev, es una obra de gran escala para violonchelo y orquesta. Prokófiev la dedicó al violonchelista Mstislav Rostropóvich, quien la estrenó el 18 de febrero de 1952 con Sviatoslav Richter como director. Tras esta primera ejecución (con el título de Concierto para violonchelo n.º 2), fue revisada y renombrada a su denominación actual. Por sí misma, esta pieza es una versión revisada de su anterior Concierto para violonchelo, op. 58, escrito en agosto de 1933.
La pieza, con 40 minutos de duración aproximadamente, consta de tres movimientos:
1. Andante (11 minutos)
2. Allegro (18 minutos)
3. Andante con moto - Allegretto - Allegro marcato (11 minutos)

Este trabajo inspiró a Dmitri Shostakóvich para escribir su Concierto para violonchelo n.º 1, dedicado también a Rostropóvich.